# Liste der Monuments historiques in Petosse
Die Liste der Monuments historiques in Petosse führt die Monuments historiques in der französischen Gemeinde Petosse auf.

## Liste der Bauwerke
| Bezeichnung      | Beschreibung                  | Standort | Kennzeichnung | Schutzstatus | Datum | Bild           |
| ---------------- | ----------------------------- | -------- | ------------- | ------------ | ----- | -------------- |
| Kirche St-Julien | Erbaut ab dem 12. Jahrhundert | (Lage)   | PA00110306    | Inscrit      | 1991  | weitere Bilder |